# Hypena extensa
Hypena extensa är en fjärilsart som beskrevs av Walker 1866. Hypena extensa ingår i släktet Hypena och familjen nattflyn. Inga underarter finns listade i Catalogue of Life.